# Regalskeppet Viktoria (1658)
Viktoria var ett regalskepp som byggdes på Stockholms skeppsgård på Skeppsholmen i Stockholm och sjösattes 1658. Hon tjänstgjorde som amiralsskepp för Carl Gustaf Wrangel i slaget i Öresund 1658, Claes Bielkenstierna i slaget i Femerbält 1659 samt Henrik Horn i slaget mellan Falsterbo och Stevns Klint 1677. Hon ligger som vrak i Karlskrona.